# Шенин, Александр Фёдорович
Александр Фёдорович Шенин (1803—1855) — российский литератор, предполагаемый автор поэмы «Похождения пажа», помощник редактора «Энциклопедического лексикона» Плюшара по физико-математическим наукам и главный редактор нескольких томов. Коллежский асессор.

## Биография
Воспитывался в Петербурге в Императорском Военно-сиротском доме, но вследствие хромоты не мог вступить в военную службу, поэтому, окончив курс, с 1821 года служил в этом военно-учебном заведении, где «исполнял обязанности библиотекаря корпуса и преподавал немецкий язык».
В 1834 по 1845 гг. был инспектором класса Павловского кадетского корпуса (такое название в 1829 году получил Императорский военно-сиротский дом), в 1845 — 55 на его место назначен М. Д. Киреев. В общей сложности прослужил в кадетском корпусе почти 24 года — с 1821 по 1845. С 6 декабря 1844 года — действительный статский советник.
Будучи знатоком военных наук и математики, он был сначала помощником главного редактора плюшаровского «Энциклопедического Лексикона» Н. И. Греча и редактором по физико-математическим наукам. Шенин упоминается у Н. И. Греча в рассказе об издании «Энциклопедического лексикона» как «человек очень умный и способный». В это время Шенин обращается в кругу литераторов, в частности, упоминается в дневнике художника А. Н. Мокрицкого (1811—1871) в записи от 6 августа 1835: «Четвертого, то есть в воскресенье, был я у [П. А.] Плетнева», где были Александр Пушкин, Шенин и другие литераторы.
С 1835 года Шенин помогает в редактировании плюшаровского «Лексикона» Гречу, а в 1837 гг. сам становится главным редактором (с 7 по 13 тт.) Под редакторством А. Ф. Шенина вышли тома VIII, IX, X и XI. Статьи, написанные Шениным для словаря, подписаны псевдонимами «А. Ф. Ш.» и «Ш».
В 1845 г. Шенин «навлек на себя неудовольствие начальства и был уволен от службы по болезни, но с полным пенсионом». В изданиях об истории гомосексуальности утверждается, что в 1846 году он был выслан из Петербурга «за педерастию» и что причиной отставки был какой-то гомосексуальный скандал.
После выхода в отставку его частично парализовало, он лишился возможности ходить и ослеп, но продолжал заниматься переводом статей для плюшаровских изданий (в частности, «Живописного Сборника»). Умер 25 марта 1855 года[по какому календарю?].

## Шенин как главный редактор «Энциклопедического лексикона»
Н. И. Греч был отстранен от редактирования «Энциклопедического лексикона» Плюшара в конце 1836 г. А. Шенин, до этого помощник Н. И. Греча, стал главным редактором с VIII тома (1837) и написал предисловие к IX тому, в котором сформулировал цели и задачи этой энциклопедии. Статья его содержала теоретические размышления об энциклопедии вообще. Шенин указывал, что концу XVIII века по всей Европе, в странах, различных по характеру политического устройства и степени образованности, обнаружилась общая потребность в слиянии науки с жизнью, которое породило многочисленные энциклопедии, появившиеся в Германии, Франции, Англии и Америке. Аналогичная потребность сформировалась и в России: «Издание „Энциклопедического Лексикона“ на Русском языке одним величием предмета, огромною массою сведений, необходимо должно распространить и укоренить в публике вкус и уважение к Науке. Это первый важный памятник ученой деятельности нашего времени, это очерк современных понятий и успехов нашего ума».
Русский «Энциклопедический лексикон», по мнению Шенина, «должен вмещать сведения обо всем, что Россия <…> представляет любопытного и достопамятного в судьбах своих от времен самых отдаленных до новейших», «…чтобы мы, Русские, могли достойно отплатить нашим Европейским собратьям за то, что сами заимствовали из их энциклопедий».
«Лексикона» Шенин определял как «домашнюю книгу для каждого, сокращенную библиотеку» и указывал на невозможность достижения единомыслия в энциклопедии: «Дидро, д’Аламбер и все последовавшие за ними составители подобного рода творений тщетно силились создать из энциклопедии органическое целое, стройное в частях, проникнутое одною основною идеею. Действительно, энциклопедия, как произведение не одной головы, никогда не может быть сочинением философским, в строгом смысле. Вот причина, почему каждая страна, каждый народ имеет надобность в своей энциклопедии, которая бы соответствовала состоянию общества и его требованиям». Однако, «несмотря на то, что Гг. частные редакторы, при просмотре и исправлении разных статей, приводят их к возможному единству, они все еще остаются во многом различны между собой».
Редактор, как следует из предисловия, осознает ответственность, когда пишет об «осторожности и осмотрительности», с которой «должно отдать под типографский станок каждую статью, потому что она главнейше назначается для справок».
Историки считают, что декларации Шенина свидетельством «значительного шага по сравнению с немногочисленными предыдущими русскими справочными изданиями», и что он в 1837, «вероятно, впервые <…> столь внятно определил трудности энциклопедического жанра, указал на недостижимость цельности энциклопедического издания, на невозможность унифицировать в нем все и вся».
В ОР РНБ хранится переписка А. Ф. Шенина и A.A. Краевского; «сохранилась также переписка людей, связанных работой над Энциклопедическим Лексиконом (В. Одоевский, А. Шенин, Я. Неверов, Д. Струйский, М. Резвой, М. Максимович)».
В начале 1838 г. место Шенина в «Энциклопедическом лексиконе» занял Сенковский.

## «Похождения пажа»
«Похождения пажа» — приписываемая Шенину эротическая поэма гомосексуального содержания, вероятно, написанная в Павловском кадетском корпусе. Герой поэмы — воспитанник пажеского корпуса, который мемуаристы назвали «школою разврата».
Поэма распространялась в списках, в 1879 году была напечатана под буквами «А. Ш.» в сборнике «Eros russe. Русский эрот не для дам», выпущенном в Женеве, и затем 4 раза переиздана тиражом по 100 экз. Поэма неоднократно переиздавалась под именем Шенина, в том числе, в антологии русской эротики, подготовленной В. Н. Сажиным. Не все исследователи считают авторство бесспорным, но лучших кандидатов не называют.
Ю. Пирютко датировал поэму «около 1843 года» и предположил, что «скорей всего, то, что поэма вместе с примечаниями, получила широкое распространение, стало основной причиной „неудовольствия начальства“, повлекшего ссылку Шенина». Л. С. Клейн считал, что примечания написаны позднее и не Шениным.
«Похождение пажа», по мнению историка, — "своеобразная апология гомосексуальных отношений, привлекающая исторические и мифологические прецеденты (Ганимед, Алкивиад), воспевающая блаженную Персию, где «красою отроки цветут, стихами Хафеза воспеты».

## Комментарии
1. ↑  Даты жизни установлены по картотеке Б. Л. Модзалевского в ПД (см.: Черейский Л. А. Шенин Архивная копия от 6 января 2014 на Wayback Machine // Черейский Л. А. Пушкин и его окружение / АН СССР. Отд. лит. и яз. Пушкин. комис. Отв. ред. В. Э. Вацуро. 2-е изд., доп. и перераб. Л.: Наука. Ленингр. отд-ние, 1989. С. 496). Коллекционер эротики Л. В. Бессмерных приводит в справочном аппарате к русскому переводу книги Д. Хили «Гомосексуальное влечение в революционной России» другую дату рождения: «1801/1802» (Бессмертных Л. Библиографический список документов по теме, заявленной в настоящем издании // Хили Дан. Гомосексуальное влечение в революционной России. Регулирование сексуально-гендерного диссидентства. Издание подготовил Л. В. Бессмертных. М.: Ладомир, 2008. С. 557).
2. ↑  Если в 1997 году И.Кон в своих обзорах русской гомосексуальной культуры называл «Похождения пажа» анонимной поэмой, приписываемой Шенину (Кон И. С. Сексуальная культура в России: клубничка на березке. М.: ОГИ, 1997. С. 70; Кон И. Лунный свет на заре: лики и маски однополой любви. 1998. С. 286), то в последней книге «Бить или не бить?» писал о ней же: «приписываемая А. Ф. Шенину, но это вызывает возражения», однако свои возражения не изложил.